# فهرست فرودگاه‌های سینت مارتن
این مقاله شامل فهرست فرودگاه‌های سینت مارتن است. 

## فهرست
|             | ایکائو | یاتا | نام فرودگاه                      | مختصات                                                         |
| Philipsburg | TNCM   | SXM  | فرودگاه بین‌المللی پرینسس جولیانا | ۱۸°۰۲′۲۷″ شمالی ۰۶۳°۰۶′۳۲″ غربی / ۱۸٫۰۴۰۸۳°شمالی ۶۳٫۱۰۸۸۹°غربی |